# Maarssen2000
Maarssen2000, ook wel bekend als M2000, is een lokale politieke partij in de Nederlandse gemeente Stichtse Vecht.
Bij de Gemeenteraadsverkiezingen 2006 kwam de partij uit voor de voormalige gemeente Maarssen en behaalde 3 zetels. Wegens de fusie met de gemeente Loenen en Breukelen werden er in oktober 2010 verkiezingen gehouden voor de gemeenteraad van de nieuwe gemeente Stichtse Vecht waar de partij 4 zetels veroverde. Maarssen2000 is opgericht in 1969 onder het motto "Het behartigen van de belangen van alle inwoners van onze mooie Vechtgemeente".